# Joseph Hii Teck Kwong
Joseph Hii Teck Kwong (* 25. Juni 1965 in Sibu, Malaysia) ist Bischof in Sibu in Malaysia.

## Leben
Joseph Hii Teck Kwong wurde am 25. März 1993 zum Priester in der Diözese Sibu geweiht. Papst Benedikt XVI. ernannte ihn am 25. Januar 2008 zum Weihbischof in Sibu und Titularbischof von Castellum Medianum ernannt. 
Der Apostolische Nuntius in Thailand, Singapur und Kambodscha und Apostolische Delegat in Myanmar, Laos, Malaysia und Brunei Darussalam, Salvatore Pennacchio, weihte ihn am 1. Mai desselben Jahres zum Bischof; Mitkonsekratoren waren Dominic Su Haw Chiu, Bischof von Sibu, und John Ha Tiong Hock, Erzbischof von Kuching.
Am 24. Dezember 2011 wurde er zum Bischof von Sibu ernannt.